# Garnet Clark
Garnet Clark, parfois crédité comme Garnett Clark, né le 7 février 1916 à Washington (district de Columbia) et mort le 30 novembre 1938 à Saint-Rémy-en-Comté est un pianiste de jazz américain.

## Biographie
Vers 1930 (à 14 ans) il joue dans l’orchestre du batteur Tommy Myles, et en 1934 il se rend à New York où il joue avec la chanteuse Billie Holiday. Il est remarqué  par le producteur John Hammond et par le saxophoniste Charlie Barnet. Il est alors un des premiers artistes noirs à se produire avec des blancs.
En octobre 1934 il enregistre avec Alex Hill. En juillet 1935 il se rend en France avec le saxophoniste Benny Carter pour rejoindre l’orchestre de Willie Lewis.
Il commence une carrière de soliste à Paris, et en novembre 1935 enregistre trois faces. En 1936 il accompagne Adelaïde Hall en Suisse pour une tournée.
En 1937, il fait une dépression nerveuse qui met fin à sa carrière Clark et meurt peu après, à Saint-Rémy (Saône-et-Loire) à l'âge de 21 ans,.